# Cruchten - Bras mort de l'Alzette
Cruchten - Bras mort de l'Alzette este o arie protejată (arie specială de conservare — SAC, sit de importanță comunitară — SCI) din Luxemburg întinsă pe o suprafață de 20,85 ha, integral pe uscat.

## Localizare
Centrul sitului Cruchten - Bras mort de l'Alzette este situat la coordonatele 49°47′40″N 6°06′23″E / 49.7944°N 6.1064°E.

## Înființare
Situl Cruchten - Bras mort de l'Alzette a fost declarat sit de importanță comunitară în decembrie 1998 pentru a proteja 5 specii de animale. Situl a fost protejat și ca arie specială de conservare în noiembrie 2009.

## Biodiversitate
Situată în ecoregiunea continentală, aria protejată conține 4 habitate naturale: Lacuri eutrofice naturale cu vegetație de tip Magnopotamion sau Hydrocharition, Pante stâncoase silicioase cu vegetație casmofită, Păduri de fag Asperulo-Fagetum, Păduri aluvionare cu Alnus glutinosa și Fraxinus excelsior (Alno-Padion, Alnion incanae, Salicion albae).
La baza desemnării sitului se află mai multe specii protejate:
- păsări (4): pescăruș albastru (Alcedo atthis), codobatură de munte (Motacilla cinerea), ciocănitoarea verde (Picus viridis), corcodel mic (Tachybaptus ruficollis)
- mamifere (1): castor (Castor fiber)